# Darin Brooks

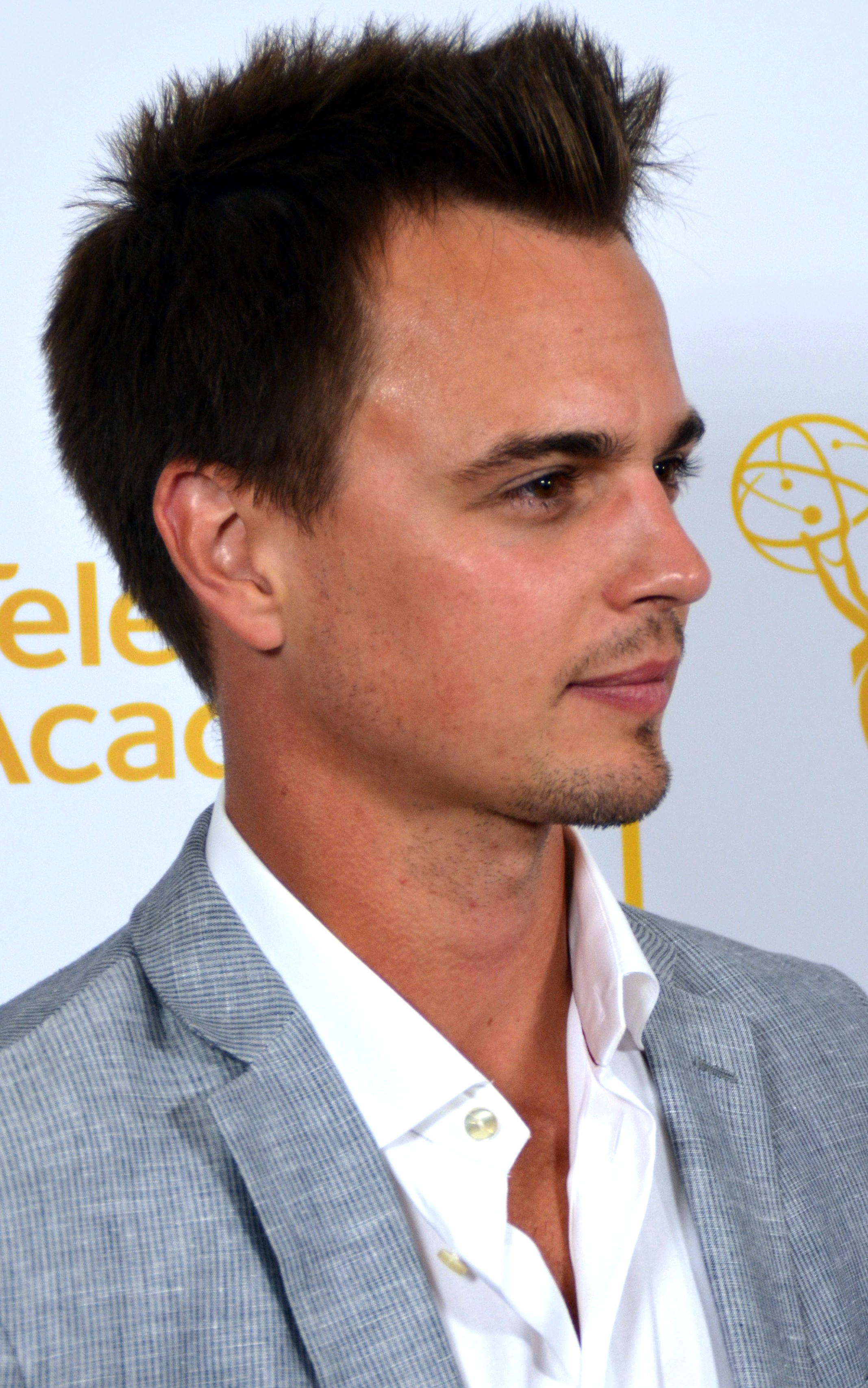
Brooks bei den Daytime Emmy Awards

Darin Lee Brooks (* 27. Mai 1984 in Honolulu, Hawaii, USA) ist ein amerikanischer Schauspieler.

## Leben
Darin Brooks ist in Honolulu geboren und aufgewachsen. Er hat einen älteren Bruder. Nach Sammeln von Erfahrung in Schauspielerei an der High School, bildete er sich weiter unter der Aufsicht der Schauspiellehrerin Ivana Chubbuck und lernte mehr in dem Carter/Thor Studio in Los Angeles.
Bekannt wurde er durch seine Rolle in der NBC Serie Zeit der Sehnsucht (Days of our Lives), in der er vom 22. Juni 2005 bis 6. Juli 2009 spielte.
Zurzeit spielt er in der CBS-Seifenoper Reich und Schön.
Er ist seit 2016 mit der Schauspielerin Kelly Kruger verheiratet.

## Filmografie
- 2005: Staring at the Sun als Smoker 1
- 2005–2010: Days of our Lives als Max Brady
- 2010–2011: Blue Mountain State als Alex Moran (Staffel 1, 2 und 3)
- 2010: Miss Behave als Mr. Blake Owens (8 Episoden)
- 2011: CSI: Miami als Ian Kaufman (Episode "F-T-F")
- 2011: Castle als Nick, Jr. (Episode "Slice of Death")
- 2012: Liars All als Brax
- 2013: Bloomers
- seit 2013: Reich und Schön als Wyatt Fuller
- 2013–2014: Super Fun Night
- 2016: Blue Mountain State: The Rise of Thadland
- 2017: 2 Broke Girls (Staffel 6, Episode 20)[1]

## Auszeichnungen
- 2008: Nominiert für einen Daytime Emmy Award in der Kategorie Outstanding Younger Actor in a Drama Series für seine Rolle in Days of our Lives
- 2009: Daytime Emmy Award in der Kategorie Outstanding Younger Actor in a Drama Series Days of our Lives
- 2014: Nominiert für einen Indie Series Award für Bloomers